# Последний посланник
«Последний посланник», также известный как «Начало и конец, или достучаться до небес» (яп. 最後のシ者; дословно — «Последний человек») — двадцать четвёртая серия аниме «Евангелион», созданного на студии Gainax. Режиссёр — Масаюки Ямагути, сценаристы — Акио Сацукава и Хидэаки Анно. Впервые была показана 13 марта 1996 года на TV Tokyo, набрав 6 % аудитории.
Серия начинается с травматических воспоминаний Аски Лэнгли Сорью, после чего повествование переходит в настоящее время, в котором она лежит в ванне. Тем временем Синдзи Икари сидит на берегу озера и встречает Каору Нагиса, с которым начинает общение. Каору становится пилотом Евангелиона-02. Позже раскрывается, что он является последним ангелом. Каору с помощью Евы-02 прибывает в Терминальную догму агентства Nerv. Ожидая увидеть первого ангела Адама, он встречает второго ангела Лилит. Синдзи на Еве-01 хватает его и после долгих колебаний убивает.

## Сюжет
«Последний посланник» начинается с воспоминаний Аски Лэнгли Сорью. Маленькая Аска бежит к маме, чтобы сказать, что её выбрали пилотом Евангелиона, однако, зайдя в комнату, она видит, что та повесилась. После этого повествование переходит к недавнему воспоминанию, в котором Синдзи Икари говорит ей, что Рёдзи Кадзи умер. Действие возвращается к настоящему времени: голая Аска лежит в ванне в разрушенном доме и говорит, что из-за нулевой синхронизации ей больше незачем жить. Её обнаруживают агенты Nerv.
Синдзи сидит на берегу озера во время заката, в грусти и печали, потому что его школьные приятели Тодзи и Кэнсукэ уехали, а рядом никого из друзей не осталось. Там он встречает поющего Каору Нагису, который говорит, что знает его. Синдзи общается с ним. Позже Каору прибывает в штаб-квартиру Nerv в качестве нового пилота Евы-02, так как Аска больше не способна пилотировать её. Майор агентства Мисато Кацураги с подозрением относится к нему, так как его синхронизация с Евой-02 невероятно высока. Это связано с тем, что он является носителем души первого ангела Адама. Синдзи и Каору вместе идут в баню, после чего Синдзи ночует у него и рассказывает, что ненавидит отца. Каору отвечает, что был рождён для этой встречи.
Председатели тайной организации Seele обсуждают предательство руководителя Nerv Гэндо Икари. Позже они раскрывают Каору, что он хочет стать богоподобным. Главный научный сотрудник Nerv Рицуко Акаги, арестованная за уничтожение клонов Рей, предполагает, что Каору является последним ангелом, что оказывается правдой.
Каору взлетает и, активировав Еву-02 извне, спускается в Терминальную догму. Гэндо и его заместитель Козо Фуюцуки понимают, что он специально был послан Seele. Синдзи на Еве-01 пытается его остановить. Достигнув догмы, Каору смотрит на распятого на огромном кресте второго ангела Лилит. Однако он думал, что здесь должен был быть Адам. Пока Каору размышляет, Синдзи на Еве-01 хватает его. Каору просит Синдзи убить его, иначе свершится Третий удар и все погибнут. После почти минуты колебаний он сжимает Каору в руке Евы-01.

## Производство
В 1993 году Gainax опубликовала «Предложение» (яп. 企画書), презентационный документ о «Евангелионе», в котором двадцать четвёртый эпизод носил название «Настало время подписать контракт» (яп. 今、契約の時). Некие тайны Рей Аянами должны были быть раскрыты, и с Луны должны были прибыть двенадцать сильнейших ангелов, вследствие чего Ева-06 и Америка бы исчезли, а человечество отчаялось.
Режиссёром и главным аниматором «Последнего посланника» является Масаюки Ямагути, сценаристами — Акио Сацукава и Хидэаки Анно, раскадровщиками — Ямагути и Анно. Изначально планировалась сцена с купанием Каору и Синдзи в реке, но затем река была заменена на баню. Во время производства эпизода было решено добавить диалог между Синдзи и Мисато в конце.
Во вступительной музыкальной теме эпизода использована песня «A Cruel Angel's Thesis» в исполнении Ёко Такахаси, а в заключительной — «Fly Me to the Moon» в исполнении Клэр Литтли. В своём первом появлении Каору напевает оду «К радости» из Симфонии № 9 Людвига ван Бетховена. Она же использована в сцене, в которой Ева-01 держит в руке Каору.

## Темы и отсылки
В «Последнем посланнике» продемонстрирована смерть эго Аски. Каору в диалоге с Синдзи объясняет, что AT-поле является физическим и ментальным барьером между всеми существами. Это передают идею о том, что люди не смогут полностью понять друг друга.
В бане Nerv присутствуют изображения горы Фудзияма. Другое имя Каору — Табрис, является отсылкой на одноимённого ангела свободы воли из Нуктемерона Аполлония Тианского. Юитиро Огуро из style.fm сравнил Каору с Лалой Сун из Mobile Suit Gundam. По мнению Аарона Плуфа из tvobsessive.com, Каору является образом Иисуса Христа, так как он тоже принёс себя в жертву ради человечества.

## Показ и критика
Впервые «Последний посланник» был показан 13 марта 1996 года на TV Tokyo, набрав 6 % аудитории. В 1997 году он занял 1-е место в гран-при Animage, набрав 623 голоса.
Акио Нагатоми из Anime Café раскритиковал «Последнего посланника» за клише (выживает сильнейший герой, существование поля у каждого существа и другие) и длинную сцену, в которой Ева-01 держит в руке Каору. Алекс Уокер из Kotaku назвал эпизод лучшим в сериале. Редактор Film School Rejects Макс Ковилл поставил «Последнего посланника» на 4-е место своего рейтинга эпизодов «Евангелиона», назвав его захватывающим. Также Ковилл поставил два кадра из эпизода на 4-е и 2-е места своего рейтинга лучших кадров сериала.
Редакторы из Screen Rant и Comic Book Resources считают Каору одним из лучших персонажей сериала. Линзи Лавридж с Anime News Network назвала отношения Синдзи и Каору, показанные в эпизоде, освежающими. Другой рецензент ANN, Кеннет Ли, раскритиковала Каору из-за его загадочности, которая, по её мнению, вызывает много вопросов. Его отношения с Синдзи она назвала тревожными, беспричинными и ненужными. В 2014 году сайт Charapedia провёл опрос среди 10000 фанатов аниме о самых впечатляющих смертях в аниме. Смерть Каору Нагисы заняла 19-е место, набрав 171 голос.
Джек Кэмерон из Screen Rant поставил битву Евы-01 с Каору на 6-е место своего рейтинга битв сериала, назвав её душераздирающей. Аджай Аравинд из Comic Book Resources поставил битву на 1-е место своего рейтинга лучших битв сериала, сказав, что она вызывает сильные эмоции.

## В культуре
«Последний посланник» послужил появлению слэша Kawoshin, основанного на отношениях между Синдзи и Каору. В основном эти работы представлены в виде додзинси или онлайн-фанфиков.

## Продукция
«Последний посланник» был включён в DVD-сборники «Second Impact Box» Gainax и «Евангелион. Том 4 серии 21—26» российской компании MC Entertainment, выпущенные в феврале 2001 и 30 августа 2005 года соответственно. Эпизод вошёл в Blu-ray-сборник «Neon Genesis Evangelion Blu-ray BOX», выпущенный японской компанией King Records 26 августа 2015 года. Японская компания Movic выпустила футболки, основанные на эпизоде.

### Комментарии
1. ↑  AT-поле — область, окружённая пространством фазового перехода, способная создавать топологические пространства для предотвращения любого физическое воздействия[16].

### На английском языке
- Davidson G. A Dictionary Of Angels (англ.). — New York: The Free Press, 1967.
- Fujie K., Foster M. Neon Genesis Evangelion: The Unofficial Guide (англ.). — Tokyo: DH Publishibg, 2004. — 188 p. — ISBN 9780974596143.
- Li C., Nakamura M., Roth M. Japanese Science Fiction in Converging Media: Alienation and Neon Genesis Evangelion (англ.) // Asiascape Occasional Papers. — 2013. — April (iss. 6). — P. 1—16.
- Iglesias S., Andrés J., Soler-Baena A. Anime Studies: Media-Specific Approaches to Neon Genesis Evangelion (англ.). — Stockholm University Press, 2021. — 394 p. — ISBN 978-91-7635-167-3.

### На японском языке
- Evangelion Chronicle (яп.). — Де Агостини, 2010. — Vol. 10.
- Evangelion Chronicle (яп.). — Де Агостини, 2010. — Vol. 17.
- Evangelion Chronicle (яп.). — Де Агостини, 2010. — Vol. 26.
- Evangelion Chronicle (яп.). — Де Агостини, 2010. — Vol. 49.
- Gainax. Neon Genesis Evangelion Newtype 100% Collection = 新世紀エヴァンゲリオン NEWTYPE 100％ COLLECTION (яп.). — Kadokawa Shoten, 1997. — ISBN 4-04-852700-2.
- Neon Genesis Evangelion Film Books (яп.). — Kadokawa Shoten, 1996. — Vol. 9.